# 简朴
简朴（1904年12月28日—2004年8月），又名立贵，字若素，湖北荆门人，中华民国少将。

## 生平
简朴毕业于黄埔军校第四期政治科，参加过北伐战争，后任教于杭州警官学校。抗日战争时期，曾担任过军统局特务处武汉区区长，武汉行营秘书，武汉警备司令部稽查处处长，宪兵政治部主任，空军总司令部政治部主任、新闻处处长，军统局空军站站长等职，曾創作空軍軍歌。抗战结束后于1948年当选第一届国大代表。同年晋升为陆军少将。后赴台，曾任行政院设计委员会委员等。
空軍軍歌歌詞